# Degility
Degility ist eine Hundesportart, kombiniert aus Agility und Mobility. Es wird auf eine bewusste Bewegung des Hundes abgezielt. Der Teamgeist zwischen Hund und Mensch soll gefördert werden. Der Hundeführer zeigt dem Hund Hindernisse, die im eigenen Tempo bewältigt werden sollen. Die Hundesportart ist nicht auf Schnelligkeit, Höhe und Weite aus, sondern auf Konzentration, Koordination und Körpergefühl.

## Beschreibung

### Grundprinzip
Der Hund durchläuft verschiedene Stationen, die in unterschiedlichen Schwierigkeitsgraden angeboten werden. Das Hauptaugenmerk liegt darauf, alle Übungen auf die Bedürfnisse des jeweiligen Hundes anzupassen. Beim Degility gibt es keine vorgegebene Reihenfolge. Die Stationen können flexibel gestaltet und in einer beliebigen Reihenfolge bewältigt werden. Beim Parcours tauchen immer wieder bekannte Elemente auf, die lediglich durch die Wahl des Schwierigkeitsgrades beeinflusst werden können. Es kommen dennoch immer wieder neue Aufgaben hinzu, die das Training abwechslungsreich gestalten. Jede Station kann, muss aber nicht ausgeführt werden. Dennoch kann jeder Hund an den Übungen teilnehmen, da diese extra auf die Bedürfnisse des Hundes angepasst werden. Degility kann zur sinnvollen Beschäftigung und Auslastung, zur gezielten Bewegungstherapie als auch Verhaltenstherapie Ihres Hundes eingesetzt werden.

### Eignung
Degility bietet eine Bandbreite an Möglichkeiten und ist daher für Hunde jeder Altersklasse geeignet. Da jeder Hund in seinem Tempo und nach seinen Bedürfnissen trainiert, ist diese Hundesportart genauso für Welpen wie Seniorenhunde geeignet. Gesundheitlich geschädigte Hunde sollen beim Degility die Trainingseinheiten ohne Leistungsdruck bewältigen und gleichzeitig einen gezielten Muskelaufbau betreiben. Hunde mit Problemen des Bewegungsapparates, deren Gelenke nicht zu sehr belastet werden dürfen, werden bei Degility ebenfalls berücksichtigt. Hunde, die besonders für Stress anfällig sind, werden durch die Konzentration, die Langsamkeit und die Koordination zum Ziel geführt. Ängstliche Hunde bekommen durch Degility mehr Selbstvertrauen und lernen die Aufgaben ohne Zeit- und Leistungsdruck zu lösen.

### Lernerfolge
Durch das Training mit Degility lernt der Hund die Signale des Menschen besser zu verstehen, indem er sich auf die menschliche Körpersprache konzentriert. Die verschiedenen Stationen tragen dazu bei, dass der Hund eine bessere Wahrnehmung seines Körpers bekommt. Die Koordination wird durch bewusste Bewegungsabläufe gestärkt. Außerdem ist Degility eine sinnvolle Beschäftigung und Auslastung der Vierbeiner. Die Hunde nehmen automatisch an einer gezielten Bewegungs- und Verhaltenstherapie teil.
Nicht nur der Hund, sondern auch der Hundehalter lernt einiges bei der Durchführung von Degility. Der Hundehalter lernt, seine Körpersprache bewusst einzusetzen und gleichzeitig auf die Signale seines Hundes zu achten. Zeigt der Hund Anzeichen von Stress oder Angst, wird die Übung vorerst pausiert. Training ohne Zwang und Leistungsdruck steht hier an erster Stelle. Durch das vermehrte Trainieren an den vorhandenen Parcours-Elementen soll der Hundehalter die Bewegungsabläufe seines Hundes bewusster wahrnehmen und ihm durch das Vertrauen Sicherheit zusprechen. Nicht nur der Hund, sondern auch der Mensch lernt dabei Ruhe zu bewahren und dem hektischen Alltag zu entfliehen.

## Degility-Parcours
Degility beginnt mit einem Parcours aus verschiedenen Stationen, die in unterschiedlichen Schwierigkeitsgraden ausgeübt werden können. Jede Station kann, muss aber nicht ausgeführt werden. Es gibt keine feste Reihenfolge des Parcours. Folgende Parcours-Elemente können beim Degility dabei sein: Laufstege, Tunnel, Hängebrücken, Labyrinthe, Balanceübungen, Slalomübungen, Reifensprünge, Rückrufe. Wer einen Degility-Parcous anbietet, sollte eine entsprechende Fortbildung absolviert haben. Degility-Parcours finden sich in Hundeschulen oder bei privaten Trainern.

### Parcours-Elemente

#### Laufstege
Der Laufsteg besteht aus drei Elementen: den zwei Rampen und dem Mittelteil. Eine Rampe beinhaltet die aufsteigende Kontaktzone, die andere die absteigende.

#### Tunnel
Stofftunnel, den der Hund durchlaufen muss. Mit festem Ein- und Ausgang.

#### Hängebrücken
Die Hängebrücke ist sinnvoll für Gleichgewichtsübungen eines jeden Hundes. Die Sicherheit beim Gehen sowie das Raumgefühl des Hundes wird gefördert.

#### Labyrinth
Im Labyrinth lernt der Hund nicht auf die Abgrenzungen zu treten. Die Gänge werden immer schmaler, so dass am Ende gerade noch Mensch und Hund nebeneinander laufen können.

#### „Wackeldackel“
Der Wackeldackel gleicht einem Balancekissen für den Menschen, bei diesem man durch Anspannung der Muskeln das Gleichgewicht halten soll. Durch einfaches Stehen des Hundes auf dem Wackeldackel wird die Rückenmuskulatur gezielt aufgebaut, ohne die Gelenke zu schädigen.

### Trainingsvarianten

#### Rückrufe
Durch den Rückruf lernt der Hund immer wieder zu seinem Besitzer zurückzukommen. Dies kann mit einem Wort oder einer Pfeife trainiert werden.

#### Balanceübungen
Eine Wippe oder ein Balancekissen tragen zum Gleichgewicht des Hundes bei.

#### Slalomübungen
Als Slalom wird in mehreren Sportarten die schnelle, wiederholte Folge von Kurven bezeichnet, die durch eine Reihe von Toren festgelegt sind. Beim Degility wird auch der Slalom im Tempo des Hundes ausgeführt.

#### Reifensprünge
Leichte Reifensprünge können Teil des Parcours sein. Der Reifen kann durchsprungen werden.

## Gesundheit
Degility fördert zum einen den Gleichgewichtssinn, Muskelaufbau und -erhalt, als auch Koordination, Selbstbewusstsein und -vertrauen des Hundes. Durch gezielte Übungen lernen die Hunde ruhig und konzentriert zu arbeiten.

## Degility-Trainer
Um Degility-Trainer zu werden, muss eine entsprechende Fortbildung absolviert werden. Diese Fortbildung richtet sich an Menschen, die körperliche und geistige Auslastung für Hunde anbieten möchten. Themen der Ausbildung sind unter anderem; Beschäftigung, Körperbewusstsein, Konzentrationstraining, Muskelaufbau, Selbstvertrauen, Kooperation, Prävention, Vielseitigkeit in Zusammenarbeit mit Mensch und Hund. Wer nach einer erfolgreichen Teilnahme der Fortbildung eine Trainer-Lizenz erhält, darf sich Degility-Trainer nennen.

### Theorie
- Konzept und Vielseitigkeit von Degility
- Physiologische Grundlagen des Hundes
- Stressauslöser
- Vorbereitung der Halter
- Degility aus physiotherapeutischer Sicht

### Praxis
- Gerätekunde
- Praxis mit Hunden im Parcours
- Schulung von Trainer und Besitzer
- Körpersprache und Timing